# Stefan Lorenz Sorgner
Stefan Lorenz Sorgner, né le 15 octobre 1973 à Wetzlar, est un chercheur allemand.
Philosophe métahumaniste, et philosophe de la musique, et spécialiste de Nietzsche,,, il fait figure d'autorité dans le domaine de l'éthique des nouvelles technologies,,.

## Biographie
Stefan Lorenz Sorgner est né le 15 octobre 1973 à Wetzlar, en Allemagne.
Il a effectué sa licence au King's College de Londres, son master à l'Université de Durham (avec un mémoire de fin d'études supervisé par David E. Cooper, Durham et David Owen, Southampton) et son doctorat à l'Université de Giessen et l'Université d'Iéna sous la direction de Wolfgang Welsch (Iéna) et Gianni Vattimo (Turin).
Il a enseigné la philosophie au sein des universités de Giessen, Iéna, Erfurt et Erlangen. Il enseigne actuellement[Quand ?] à l'Université d'arts libéraux John Cabot University.
Sorgner est également membre de plusieurs comités éditoriaux et consultatifs.

## Nietzsche, posthumanisme et transhumanisme
Dans le numéro 20(1) de mars 2009 du Journal of Evolution and Technology, Sorgner a publié un article intitulé Nietzsche, the Overhuman, and Transhumanism dans lequel il décrit les similitudes importantes entre le concept nietzschéen de surhomme et le concept de post-humain tel qu'il est développé par les transhumanistes.
Les rédacteurs en chef du Journal of Evolution and Technology ont d'ailleurs consacré un numéro spécial à cette relation entre le transhumanisme, Nietzsche et les philosophies posthumanistes européennes. Ce numéro 21(1), de janvier 2010, intitulé Nietzsche and European Posthumanisms contient des réponses à l'article de Sorgner, notamment du transhumaniste Max More et de Michael Hauskeller.
L'intense débat qui s'en est ensuivi a convaincu les rédacteurs en chef de donner à Sorgner un droit de réponse dans le numéro suivant. Dans le numéro 21(2) d'octobre 2010, Sorgner a alors répondu à ces différentes interventions dans son article Beyond Humanism: Reflections on Trans- and Posthumanism.
Il a également profité de ce dernier pour avancer d'autres aspects de sa position philosophique, fortement influencée par son professeur et superviseur, Gianni Vattimo. Il accepte le pensiero debole de Vattimo, mais critique sa conception de l'histoire de l'affaiblissement de l'être. Comme alternative, Sorgner suggère une interprétation matérielle, naturaliste et perspectiviste du monde, qu'il développe dans sa monographie Menschenwürde nach Nietzsche: Die Geschichte eines Begriffs (WBG, Darmstadt 2010). Sorgner considère le nihilisme nietzschéen comme « un gain total » (durchaus als Gewinn): « De la perspective de mon perspectivisme, cela signifie aussi que la conception dominante de la dignité humaine n'a pas de statut plus élevé de véracité comme correspondante à la réalité que les conceptions d'Adolf Hitler ou de Pol Pot ».
Après que les bioéthiciens et les transhumanistes ont discuté de la relation entre Nietzsche et le transhumanisme, le débat a été repris par d'éminents spécialistes de Nietzsche, Keith Ansell-Pearson, Paul Loeb and Babette Babich, qui ont rédigé à leur tour une réponse dans la revue The Agonist (publiée par le Nietzsche Circle New York). Le métahumanisme perspectiviste de Sorgner, et en particulier sa monographie Menschenwürde nach Nietzsche (WGB 2010), ont été discutés lors du symposium organisé par le Nietzsche Forum de Munich, co-fondé par Thomas Mann. D'éminents philosophes allemands tels qu'Annemarie Pieper y ont répondu à la suggestion radicale de Sorgner concernant le besoin de revoir la conception dominante de la dignité humaine.
En mai 2013, l'hebdomadaire Die Zeit a publié un entretien avec Sorgner dans lequel sont résumées plusieurs de ses suggestions concernant la dignité humaine, les nouvelles technologies et le trans- et post-humanisme.
À l'automne 2014, une collection d'essais intitulée Umwertung der Menschenwürde (dirigée par Beatrix Vogel) a été publiée par Alber Verlag. Dans celle-ci, d'éminents théologiens, philosophes et éthiciens ont rédigé des réactions aux suggestions de Sorgner concernant la dignité humaine. Sorgner a été invité dans plusieurs conférences et événements scientifiques d'envergure (notamment Phil.cologne, TEDx et le World Humanities Forum, Icists-Kaist. Selon le Pr Zimmermann de la Identity Foundation (un think-tank privé allemand), Sorgner est « le philosophe post- et transhumaniste le plus important d'Allemagne ».